# Ramón Ortiz (músico)
Ramón Ortiz (15 de junio de 1970) es un guitarrista y compositor puertorriqueño, más conocido como miembro fundador y director de la banda Puya y Ankla. Ramón es considerado como un visionario y pionero del movimiento del metal latino a nivel internacional.
Ortiz nació en San Juan, Puerto Rico. Comenzó la guitarra a los siete años. Hijo y nieto de la guitarra y el cuatro puertorriqueño. Estudio guitarra clásica en el Conservatorio de Música de Puerto Rico durante su adolescencia.

## Puya
Ramón formó Puya, que sigue siendo una de las bandas más notables de América Latina, ganadora del Premio Billboard Latino por "Mejor álbum de Rock" con su álbum Fundamental. En 1999, Puya firmó con MCA / Universal Records, y grabó el álbum Fundamental, producido por Gustavo Santaolaya y Bob Ezrin. Ramón ha estado de gira como guitarrista de Puya junto a Ozzy Osbourne, Red Hot Chili Peppers, Kiss, Iron Maiden, Pantera, System of a Down y muchos otros. Fue en ese momento, Ortiz había demostrado que el rock pesado y la música latina podían coexistir dentro del mismo terreno musical.

## Ankla
Luego, Ortiz formó una banda más pesada dentro del género metal, Ankla. En 2006, la banda fue firmada por Bieler Brothers y lanzó su primer álbum "Steep Trails", producido por Ortiz y Bob Marlette. En 2007, Ankla se ubica de gira dentro del Ozzfest El sencillo "Deceit" de Ankla estuvo en la rotación pesada en Sirius Satellite "Hard Attack". "Steep Trails" fue publicado como el número 12 en la lista de Revolver Magazine de "Top Metal Albums of 2006".

## Solista
En 2012 Ramón lanzó su primer álbum en solitario, Ortiz. Contiene 13 temas y fue producido por Nick Page y Ramón mismo. Mezclado y masterizado por Alexis Pérez. Su segundo álbum en solitario Portal fue lanzado el 15 de septiembre de 2015 y cuenta con un sonido más progresivo que su predecesor. Estilísticamente esta etapa de su carrera sigue la línea de pensamiento de su fusión de rock y heavy metal con tendencias rítmicas afrocaribeñas pero ahora con todo más centrado alrededor de la guitarra y su compromiso con ella. Ambos discos han sido favoritos de la emisora Liquid Metal de Sirius Satellite Radio.
En el 2019 lanzó su tercer lanzamiento solista el EP Corozo con un sonido más denso y pesado. La producción estuvo a cargo de Ortiz y la mezcla y masterización por Francisco Paco Barreras en Mistique Red Studios. El sencillo Nuevo Nivel estuvo 3 meses después del lanzamiento en el Top Ten de la emisora AZrockradio.com más tarde llegando a la posición número uno.  
Ese mismo año fue invitado a participar en el show Mi Pasión Mi Vida Mi Guitarra junto a 3 de los guitarristas más prominentes de Puerto Rico
Actualmente Ramón reside en Puerto Rico y se mantiene ocupado como maestro de guitarra, realizando shows como solista y reuniones esporádicas del grupo Puya entre otros proyectos de producción de grabaciones y música en vivo. Ramón es un firme creyente en la alquimia musical y continua buscando nuevas evoluciones para su fusión.Su próximo disco solista promete ser más pesado y agresivo que sus predecesores.

## Equipo Musical
Ramon esta auspiciado por Dean Guitars. Mesa Boogie y cuerdas D'Addario.